# Norval White
Norval Crawford White (12 juin 1926 - 26 décembre 2009) est un architecte et historien de l'architecture américain. Il est surtout connu pour ses écrits, en particulier le Guide AIA de New York (en) avec Elliot Willensky. White était largement considéré comme l'une des grandes figures de l'architecture new-yorkaise.

## Biographie
White naît en 1926. Son père, William Crawford White, est chirurgien et sa mère Caroline White, née Taylor, travailleuse sociale. Il grandit dans l'Upper East Side et fréquente l'école Allen-Stevenson puis Exeter. En 1958, il épouse Joyce L. Lee, et ils ont quatre fils : William, Thomas, Gordon et Alastair.
Après deux ans de service actif dans l'United States Navy Reserve pendant la Seconde Guerre mondiale, White obtient sa licence au Massachusetts Institute of Technology en 1949. Il obtient ensuite une maîtrise en beaux-arts de l'École d'architecture de l'université de Princeton en 1955.
En 1962, après avoir entendu parler de la démolition imminente de la Pennsylvania Station à New York, White et plusieurs autres architectes, dont Willensky, fondent le groupe AGBANY (Action Group for Better Architecture in New York). Ils manifestent devant la gare et distribuent des dépliants en signe de protestation.
En 1967, White et Willensky proposent un guide de l'architecture de New York à l'American Institute of Architects. Le Guide AIA de New York (en) est un guide de plus de 464 pages présentant plus de 2 600 bâtiments dans sa première édition. Après la mort de Willensky en 1990, les éditions suivantes n'incluent que les contributions de White,.
De 1968 à 1973, White est partenaire de l'entreprise Gruzen and Partners et travaille notamment à l'édification du siège du New York City Police Department.
White réside dans le quartier de Brooklyn Heights avant de déménager dans le nord-ouest du Connecticut au début des années 1990. Après sa retraite, il vit à Roques dans le département français du Gers avec sa seconde épouse, Camilla Crowe White, jusqu'à sa mort le 26 décembre 2009. Il parvient à finir la cinquième édition du guide AIA avant sa mort, et elle est publiée en 2010 à titre posthume.